# Bãi Cà Mau
Bãi Cà Mau (hay bãi cạn Cà Mau) là một bãi ngầm trong vịnh Thái Lan, nằm về phía tây nam mũi Cà Mau. Tại đây Việt Nam cho lắp đặt cấu trúc thép có tên là nhà giàn DK1 và giao cho Tiểu đoàn DK1 trực thuộc Bộ Tư lệnh Vùng 2 Hải quân kiểm soát.
Bãi Cà Mau là bãi ngầm rộng lớn, cách mũi Cà Mau 110 hải lý, hoặc cách 70 hải lý nếu tính từ điểm giữa bãi ngầm này. Bãi này sâu từ 14,6 đến 18,3 m.
Năm 1994, Việt Nam cho lắp đặt tại đây một cấu trúc thép có tên là nhà giàn DK1, ký hiệu DK1/10. Nhà giàn là nơi đồn trú của binh sĩ thuộc biên chế Tiểu đoàn DK1, lúc đầu thuộc Lữ đoàn 171 Hải quân Nhân dân Việt Nam, về sau trực thuộc Bộ Tư lệnh Vùng 2 Hải quân. Về mặt hành chính, bãi Cà Mau thuộc phạm vi quản hạt của tỉnh Cà Mau.